# Reedsport
Reedsport est une localité américaine située dans le comté de Douglas, dans l'Oregon. Elle est traversée par la Scholfield Creek.